# ريبر
ريبر (بالإنجليزية: Reaper)‏ هو مسلسل درامي كوميدي أمريكي من أنتاج إستوديوهات تلفزيون أي بي سي وشركة مارك جوردن، ويعرض في الولايات المتحدة على قناة سي دبليو.

## روابط خارجية
- ريبر على موقع IMDb (الإنجليزية)
- ريبر على موقع ميتاكريتيك (الإنجليزية)
- ريبر على موقع روتن توميتوز (الإنجليزية)
- ريبر على موقع كينوبويسك (الروسية)
- ريبر على موقع ألو سيني (الفرنسية)
- ريبر على موقع قاعدة بيانات الفيلم (الإنجليزية)